# روبين هيلتون
روبين هيلتون (بالإنجليزية: Robyn Hilton)‏ هي عارضة وممثلة أمريكية، ولدت في 1940 في لوس أنجلوس في الولايات المتحدة.

## وصلات خارجية
- روبين هيلتون على موقع IMDb (الإنجليزية)
- روبين هيلتون على موقع روتن توميتوز (الإنجليزية)
- روبين هيلتون على موقع قاعدة بيانات الفيلم (الإنجليزية)